# Август I (великий герцог Ольденбургский)
Август I (Павел Фридрих Август; 13 июля 1783, Растеде, Аммерланд — 27 февраля 1853, Ольденбург) — великий герцог Ольденбургский с 1829 года. До этого в течение 18 лет состоял на русской службе в чине генерал-лейтенанта и (с 1823) генерала от инфантерии.

## Биография
Представитель Ольденбургского владетельного дома. Сын герцога Петра Ольденбургского и принцессы Фридерики Вюртембергской. Брат Георгия Ольденбургского.
С 1803 по 1805 год учился в Лейпцигском университете. В 1811 году, когда Ольденбург оккупировали французские войска, вместе с отцом эмигрировал к своим родственникам, занимавшим трон Российской империи.
Принят на российскую службу 22 июля 1811 года генерал-лейтенантом с назначением шефом 1-го егерского полка, одновременно был назначен Ревельским военным губернатором: эти обязанности, подразумевавшие управление фактически всей территорией современной Эстонии, он исполнял до 1816 года и во время пребывания на данном посту, в частности, боролся за отмену крепостного права.

С 19 июля 1812 года находился в расположении Главной квартиры 1-й Западной армии. Перед началом Бородинской битвы пытался убедить Кутузова не оставлять Москвы без боя, а Ростопчина — следовать к Кутузову с той же целью. Участвовал в Бородинской битве и сражении под Красным, проявил себя храбрым солдатом, получил ранение, позже некоторое время пребывал в резерве. 23 декабря 1812 года получил орден Св. Георгия 3-го класса 
в ознаменование отличного мужества и храбрости, оказанных в сражениях против французских войск в течение настоящей кампании.
Впоследствии принимал участие в сражениях Войны Шестой коалиции. В конце 1813 года вернулся в Российскую империю, где вновь приступил к исполнению обязанностей губернатора Эстляндии. В 1816 году уехал в Ольденбург. Там 24 июля 1817 года он женился.
12 декабря 1823 года ему было присвоено звание генерала от инфантерии. 29 мая 1831 года принял титул великого герцога. 27 ноября 1838 года учредил Орден Заслуг герцога Петра-Фридриха-Людвига. Идея о принятии в стране конституции витала в Ольденбурге с конца 1831 года, однако реализована она была только после начала революционных событий середины XIX века. В 1848 году, когда в германских государствах ширилось революционное движение, Август созвал ландтаг для обсуждения проекта конституции, утверждённой им с некоторой неохотой и под давлением советников в феврале 1849 года. В 1852 году эта конституция, однако, была пересмотрена.

## Награды
- Орден Святой Анны 1 ст. (1783)
- Орден Святого Александра Невского (26.06.1801)[2]
- Орден Святого Андрея Первозванного (26.06.1801)[3]
- Золотая шпага «За храбрость» с алмазами (20.10.1812)[4]
- Орден Святого Георгия 3 ст. (23.12.1812)
- Орден Святого Владимира 1 ст. (25.05.1816)

иностранные:
- Датский Орден Слона (1829)
- Саксен-Веймарский Орден Белого сокола (1830)
- Ганноверский Королевский Гвельфский Орден 1 ст. (1830)
- Австрийский Орден Святого Стефана большой крест (1831)
- Баденский Орден Верности (1831)
- Баденский Орден Церингенского льва 1 ст. (1831)
- Прусский Орден Красного Орла 1-го кл. (1834)[5]
- Прусский Орден Черного Орла (1834)[6]

## Браки и дети
24 июля 1817 года в возрасте 34 лет женился на 17-летней принцессе Адельгейде Ангальт-Бернбург-Шаумбург-Хоймской (1800—1820), дочери принца Виктора II Ангальт-Бернбург-Шаумбург-Хоймского. В этом браке родились 2 дочери:
- Амалия (1818—1875) — супруга короля Греции Оттона.
- Фридерика (1820—1891)

Однако уже в декабре 1820 года Адельгейда скончалась.
В 1825 году Август женился на принцессе Иде (1804—1828), младшей сестре своей покойной жены. Супруги имели единственного сына:
- Николай Фридрих Пётр (1827—1900) — женат на Елизавете Саксен-Альтенбургской.

После рождения ребёнка Ида скончалась.
В 1831 году великий герцог Август вступил в третий брак, женившись на принцессе Сесилии Шведской (1807—1844), дочери короля Швеции Густава IV Адольфа. В браке родились:
- Александр Фридрих Густав (1834—1835)
- Николай Фридрих Август (1836—1837)
- Антуан Гюнтер Фридрих Элимар (1844—1895) — женат морганатическим браком на баронессе Наталье Густавовне Фогель фон Фризенгоф (1853—1937), дочери Александры Гончаровой-Фризенгоф.

## Память
В честь великого герцога был назван спущенный на воду в 1849 году корвет Großherzog von Oldenburg.

## Галерея

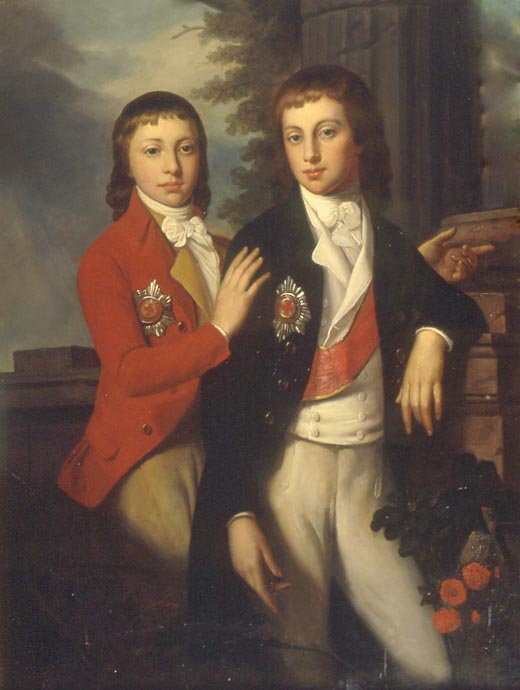
Принцы Август и Георгий, портрет работы Жана-Лорана Монье, 1790-е.
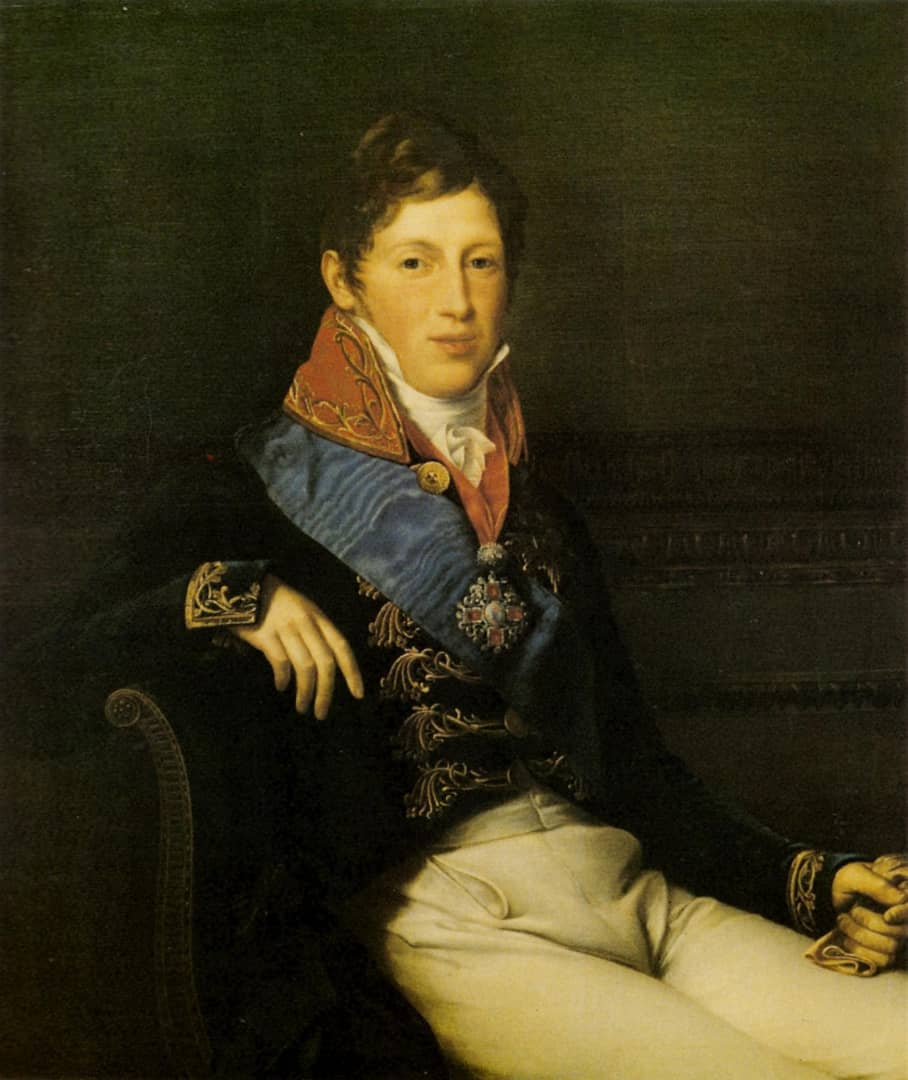
Портрет работы Хосе Мадрасо, 1810 г.
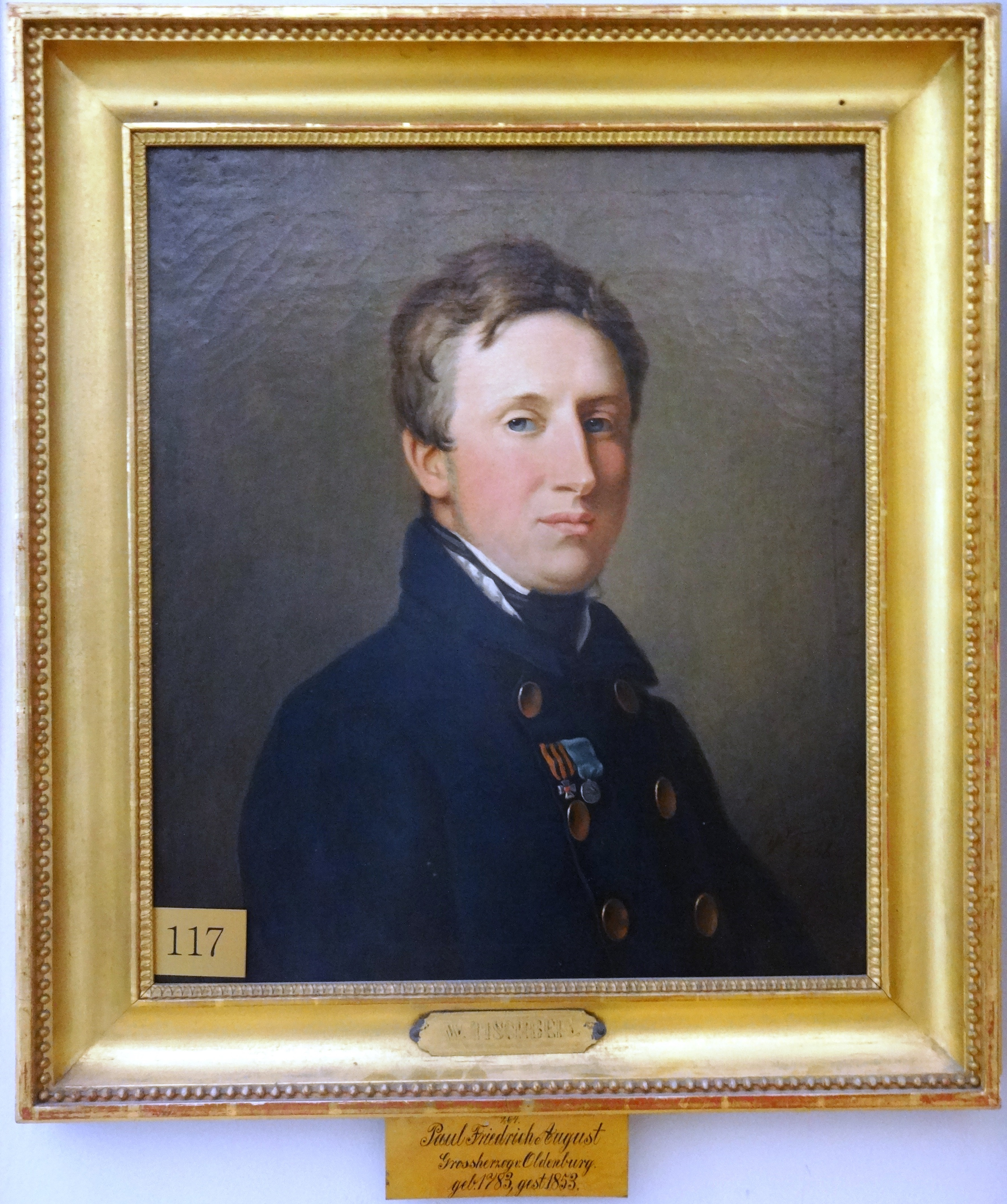
Портрет работы Вильгельма Тишбейна, Ойтинский замок
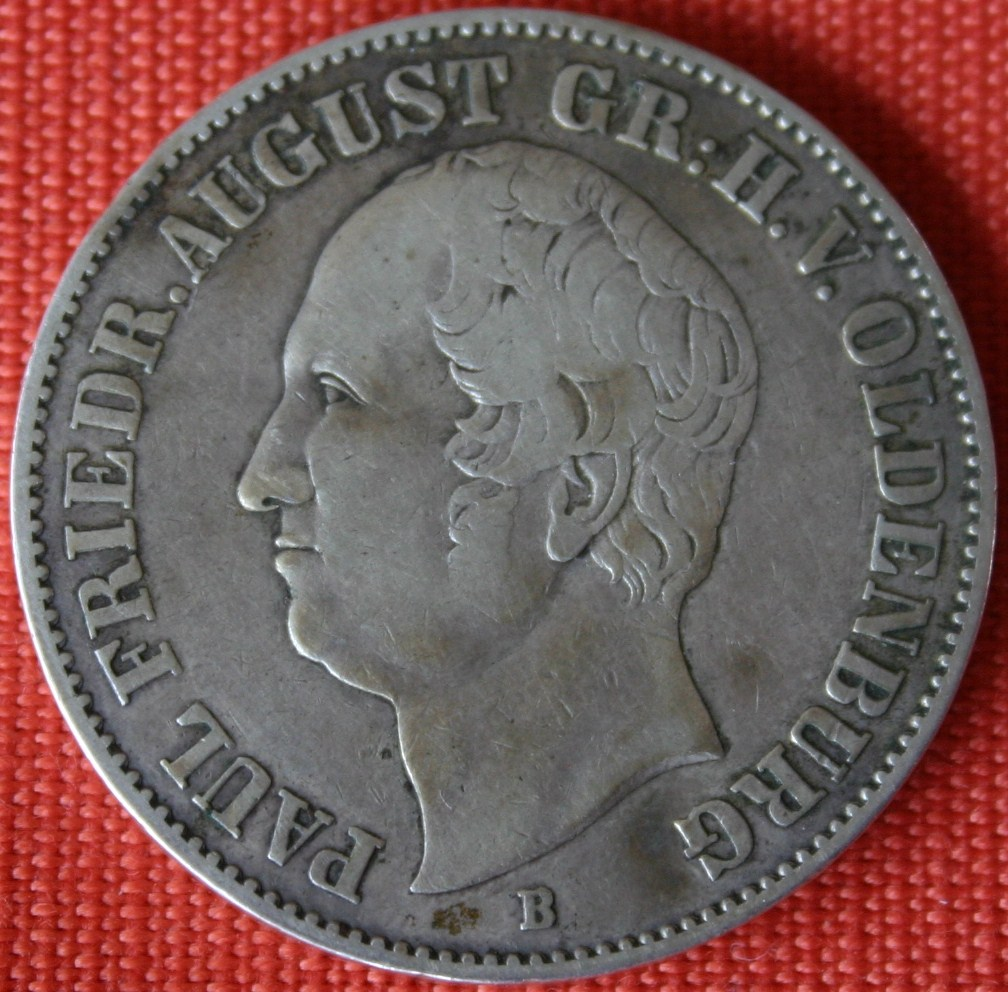
Профиль на талере, отчеканенном в 1846 году